# Lycium shawii
Lycium shawii är en potatisväxtart som beskrevs av Johann Jakob Roemer och Schult. Lycium shawii ingår i släktet bocktörnen, och familjen potatisväxter. Utöver nominatformen finns också underarten L. s. leptophyllum.

## Bildgalleri

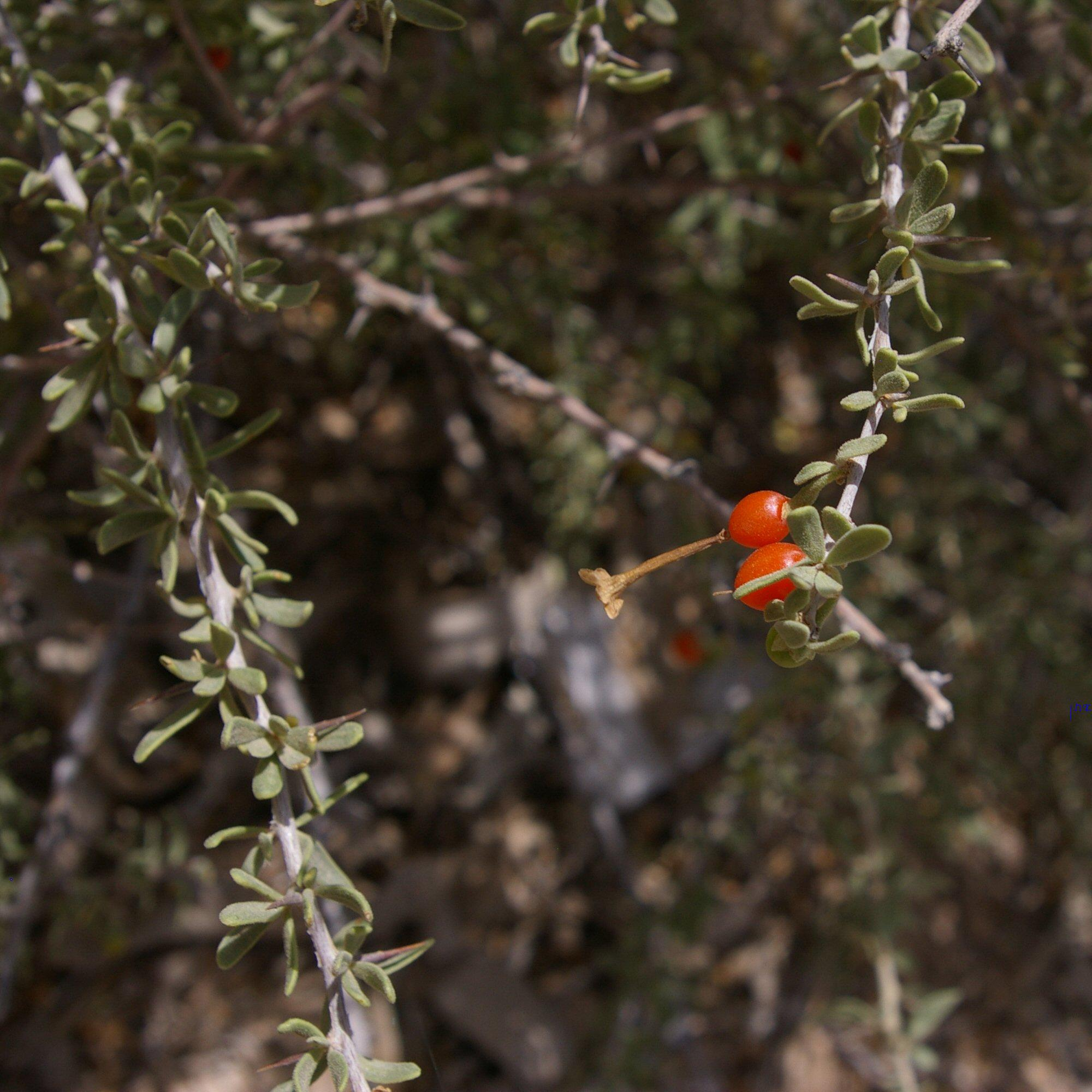